# Willie Garnett
Willie Garnett (* 25. August 1936 in Haifa; † 15. Oktober 2021 in London) war ein britischer Blues- und Jazzmusiker (Saxophon).

## Leben und Wirken
Garnett arbeitete ab den frühen 1970er-Jahren in der Londoner Musikszene; u. a. spielte er Alt- und Tenorsaxophon mit Jimmy Skidmore (Skid Marks (1972), u. a. mit Ronnie Ross), Brian Leake sowie mit Bob Hall & Dave Peabody; des Weiteren gehörte er den Formationen Willie and the Poor Boys um Bill Wyman, The Firm (um Paul Rodgers und Jimmy Page) und dem Charlie Watts Orchestra an. 1981 trat er in Deutschland mit Hal Singer, Bob Hall, George Green, Ian Stewart, Danny Adler, Jack Bruce und Charly Antolini als Blues & Boogie Explosion auf. In den späten 1990er-Jahren leitete er The Willie Garnett Big Band. Im Bereich des Jazz war er laut Tom Lord zwischen 1972 und 1999 an sieben Aufnahmesessions beteiligt. Als Sessionmusiker wirkte er außerdem bei Aufnahmen von Alexis Korner, David Bowie (Absolute Beginners, 1986), Chris Jagger und Ronnie Wood (I Want You to Hear This, 2011) mit.

## Diskografische Hinweise
- Willie and the Poor Boys (1985)[3]
- The Willie Garnett Big Band: Just Listen (Music Choice)